# Quatre Arbres
Quatre Arbres est un hameau de Fontenoille dans l’Ardenne belge. Sis sur la RN 818 il fait administrativement partie de la commune et ville de Florenville, dans la province de Luxembourg (Région wallonne de Belgique).

## Particularités
- Son nom proviendrait de la présence de trois tilleuls entourant un calvaire, ce qui fait un total de « quatre arbres ».
- Situé sur une légère crête séparant la vallée de la Semois de la vallée du Chiers (en France)[1], le hameau offre un point de vue vers le nord comme vers le sud.
- Une large carrière à ciel ouvert, appelée carrière des Rassats, est située au sud du hameau[2].